# Scott McClanahan

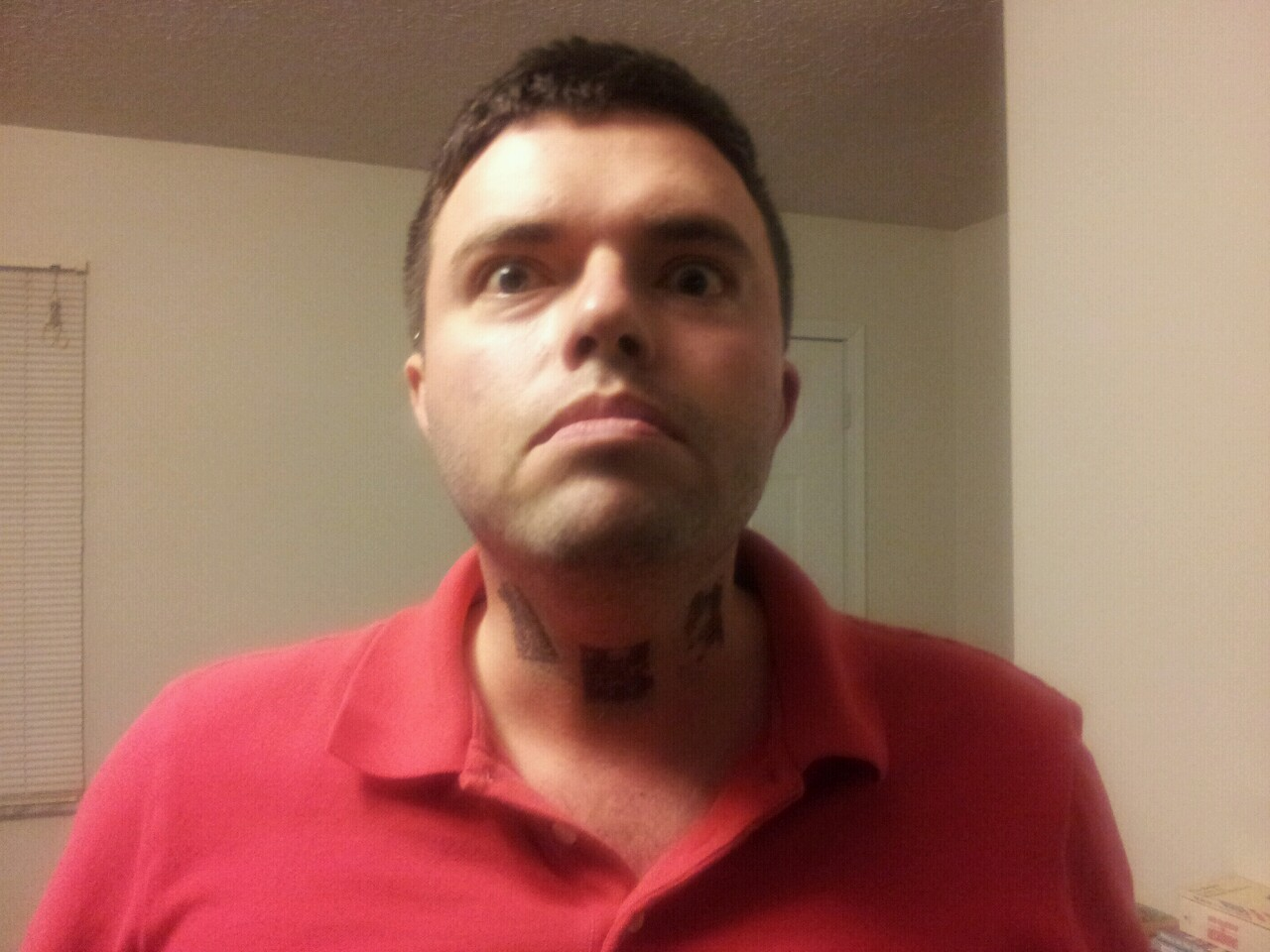
Scott McClanahan (2013)

Scott McClanahan (* 24. Juni 1978) ist ein US-amerikanischer Schriftsteller und Filmemacher. Er ist Autor mehrerer Romane und Erzählbände und lebt in Beckley, West Virginia.

## Leben und Werk
Nach der Publikation mehrerer Erzählbände veröffentlichte McClanahan 2013 seinen ersten Roman Crapalachia. Der Roman behandelt einen Teil der Kindheit des Ich-Erzählers Scott McClanahan im ländlichen West Virginia und offenbart dabei oft skurrile Geschichten über seine Familie, Kindheitsfreunde, und auch lokale Sonderlinge. Crapalachia wurde vor allem für Inhalt und Schreibstil gelobt.
Im selben Jahr folgte sein zweiter Roman Hill William (eine Anspielung auf die Bezeichnung Hillbilly), ebenfalls eine Coming of Age-Geschichte, in welcher der junge Erwachsene Ich-Erzähler Scott auf seine Entwicklungsjahre und späte Jugend zurückblickt. Neben zahlreicher Sonderlinge und Eigenheiten südstaatlicher Subkulturen begleitet McClanahans Erzählungen dieses Mal zusätzlich die durch den Tagebau bedingte Zerstörung der Bergflanken rund um seinen Heimatort Rainelle, West Virginia.
In Kollaboration mit dem spanischen Künstler und Illustrator Ricardo Cavolo fertigte er 2016 eine Graphic Novel mit dem Titel The Incantations of Daniel Johnston an. Es ist dem Leben des Singer-Songwriters Daniel Johnston (1961–2019) gewidmet und führt auf surreale Art durch die innere Gedankenwelt des exzentrischen Musikers, der aus demselben Bundesstaat wie McClanahan stammt. McClanahans Prosa wird als „spärlich“ und „berauschend“ wahrgenommen, sie „achtet darauf, großartige Anekdoten aus Johnstons Leben zu schildern und lässt gleichzeitig Licht auf unsägliche Begriffe wie Kultur, Psychologie und Ruhm fallen.“ Die Erzählung befasst sich weiter mit „der problematischen Mythologisierung von Künstlern mit Störungen und wie wir uns schuldig machen, psychische Erkrankungen in Klischees zu verwandeln.“
Sein Roman Sarah (Originaltitel: The Sarah Book) erschien im Februar 2020 beim fränkischen Verlag ars vivendi und ist sein erstes Werk, das in deutscher Sprache vorliegt. Für die Übersetzung zeichnete der österreichische Übersetzer und vielfach preisgekrönte Schriftsteller Clemens Setz verantwortlich. Das Buch ist eine semi-autobiografische Trennungsgeschichte und handelt von der Ehe des Ich-Erzählers, der wie der Autor Scott heißt, mit seiner Ex-Frau Sarah. Neben zahlreichen intimen Darstellungen von Alkoholismus und Depression thematisiert es in humorvoll-skurrilen Passagen, wie das Leben der Hauptfigur im Auto auf einem Walmart Parkplatz oder das Verbrennen einer Bibel, die den McClanahans ein paar Jahre zuvor zur Hochzeit geschenkt worden ist.
Das Buch wurde bereits von Medien wie NPR, Rolling Stone und Electric Literature diskutiert und erhielt weitestgehend positive Kritiken. Im deutschsprachigen Raum wurde es unter anderem in der Süddeutschen Zeitung, auf DerStandard.at und Spiegel Online, im Kurier, im Falter und in der Kleinen Zeitung besprochen. Weiterhin wird es auf Radio Eins und im Oberösterreichischen Volksblatt als Buchtipp aufgeführt. Ende April 2020 landete Sarah auf Platz 8 der SWR-Bestenliste für den Monat Mai und auf Platz 3 der Bücher des Monats April der Süddeutschen Zeitung. Im Juli 2020 wurde Sarah erstmals im deutschen Fernsehen beim Lesenswert Quartett mit Denis Scheck diskutiert, an der Besprechung beteiligt waren neben Scheck selbst noch Insa Wilke, Ijoma Mangold und Julia Schröder.
Im Folgejahr brachte der Theaterregisseur Oliver Reese eine Adaption des Romans als ein Einpersonenstück für das Berliner Ensemble auf die Bühne, dessen Intendant er zugleich ist. Mit Marc Oliver Schulze in der Hauptrolle wurde das Stück am 14. August 2021 uraufgeführt.
Die Inszenierung wurde mehrheitlich positiv aufgenommen. Reeses radikale Komprimierung des Textes und das minimalistische Bühnenbild zähle zu den Stärken einer Bühnenfassung, die dem "bissigen Witz dieses Buches sehr präzise entspricht." Schulzes Spiel als Scott sei "fantastisch" und wird als "komisch, klug und emotional zugleich" beschrieben. Im Herbst 2022 führte Reese eine englischsprachige Version seiner Adaption im Coronet Theatre in London auf. Für diese Inszenierung besetzte er Jonathan Slinger in der Rolle des Scott.
Nachdem Sarah im deutschsprachigen Raum regen Anklang gefunden hatte, erschien auch McClanahans Debütroman Crapalachia als Crap in deutscher Edition. Der ars vivendi verlag beauftragte erneut den Autoren Clemens Setz mit der Übersetzung, die am 31. Mai 2021 veröffentlicht wurde.
Crap erhielt überwiegend kritischen Zuspruch. Die Ausdrucksform McClanahans sei "lapidar und direkt" und voller "liebevoller Melancholie", sein Erzählstil anekdotisch und sprunghaft, er selber besitze dabei "einen unerschütterlichen Optimismus, eine Zartheit und eine Sensibilität für die Sensationen des Profanen." McClanahan besehe zudem die verschiedenen Episoden seiner Kindheit mit vielen Schnörkeln, was die Zuverlässigkeit des Erzählers oft humorvoll in Frage stellt.
Mit seiner Ex-Frau Sarah hat McClanahan zwei Kinder, Iris Grace und Samuel Ray. Er ist seit 2014 in zweiter Ehe mit Juliet Escoria verheiratet, die als Schriftstellerin tätig ist. Über sein literarisches Wirken hinaus betreibt McClanahan mit seinem Freund Chris Oxley das Projekt Holler Presents, das sowohl Filmproduktionsfirma als auch Musik-Label ist.

## Stil und Rezeption
McClanahans Werke thematisieren oft seine Heimat, das ländliche West Virginia und die Appalachen. Abseits der Literaturmetropolen lebend, wird er im Rolling Stone von Tobias Carroll als literarischer Outsider bezeichnet und mit anderen Südstaatenautoren wie Harry Crews und Flannery O’Connor verglichen. Wegen seines ungeschliffenen Schreibstils porträtiert Dominik Kamalzadeh für den österreichischen Standard den Autor als „Liebhaber des Grotesken“ und stellt eine literarische Nähe zu Charles Bukowski her.
Jason Lucarelli von Numéro Cinq sieht im Werk des Autors eine Mischung aus Ken Kesey, Kurt Vonnegut und Richard Brautigan. In seinem Review zu Crapalachia für die Washington Post bezeichnet Steve Donoghue McClanahan als "einen meisterhaften Chronisten des hinterwäldlerischen, ländlichen Amerikas" und zieht Vergleiche zu dessen Zeitgenossen Daniel Woodrell und Tom Franklin. Frank Schäfer entdeckt ebenfalls Parallelen zu den Werken dieser Autoren und vermutet ferner Donald Ray Pollock in McClanahans literarischer Verwandtschaft.
John McElwee von Oxford American definiert McClanahans Schreibart als „unerbittlich ehrlich“ und „völlig entblößt“. Seine Prosa wird oft als „ansteckend, schwindelerregend und repetierend“ charakterisiert, zeichnet sich aber auch durch „unverfrorene Klarheit“ aus. Sarah-Übersetzer Clemens Setz bemerkt zu dieser radikalen Authentizität, dass McClanahan „in den würdelosesten Momenten noch echte Poesie, sogar so etwas wie echte menschliche Tiefe“ sehe.
Durch das oft semi-autobiografisch angelegte Material fällt es dem Leser mitunter schwer, zwischen Realität und Fiktion zu unterscheiden, die Erzählstimmen werden oft als gleichzeitig „allwissend und extrem fehlbar“ aber dennoch stets „kameradschaftlich“ wahrgenommen. Natalie Sypolt interpretiert das Verschwimmen der Genre-Grenzen von Biografie und Fiktion in Hill William als ein „Zusammenspiel von realer, imaginierter, falsch erinnerter und vergessener“ Wahrheit. In den (oft widersprüchlichen) Ähnlichkeiten zwischen dem Ich-Erzähler und dem Autor Scott McClanahan werden Fragen zur Wahrhaftigkeit aufgeworfen, worin sie die Raison d’Être des Schriftstellers erahnt.
McClanahans Schreibstil wird von vielen Rezensenten grob der Autofiktionalen Erzählung zugeordnet. Julian Brimmers merkt in seiner für Die Zeit verfassten Rezension zu Sarah dazu an, dass trotz eines gefühlten gegenwärtigen Branchentrends zur Autofiktion, McClanahan hervorzuheben ist; im Einzelnen durch einen „surrealistische[n] Ansatz, der sich erst um Melodik und Stil, dann um den Plot kümmert.“ Außerdem lebe die Hauptfigur in einer „Überhöhung des Subjektiven“ „in ständigem Abgleich mit der gesamten menschlichen Erfahrung.“
Angesprochen auf seine Tendenz, real existierende Personen aus seinem Leben in seine literarische Arbeit einzubinden, zieht McClanahan einen Vergleich mit der Malerei heran: „Lucian Freud und Francis Bacon nutzten Menschen, die ihnen Modell sassen, ähnlich wie ich die Menschen in meinem Leben.“
Der Einsatz von ländlicher Regionalität in McClanahans Schreiben (reale Schauplätze, Personen und Ereignisse in und aus West Virginia) erhält durch zahlreiche Verwendungen von Markennamen und popkulturellen Referenzen einen mitunter gesamtamerikanischen Anstrich. Für diese besondere Form von Americana verwendet Mesha Maren im Zusammenhang mit Sarah den Begriff Shopping Mall Surrealismus und schreibt dazu: „Scott McClanahan […] feiert Mountain Dew, Applebees und Walmart in vollen Zügen; in seinen Händen sind diese vertrauten Referenzen auf wunderschöne Weise verzerrt und schaffen eine transzendente Meditation über den modernen Materialismus.“ Weiterhin stellt sie fest: „Es ist keine regionale Fiktion, sondern menschliche Fiktion, und man liest sie am besten nicht als ein zoologisches Fenster in die exotischen Appalachen, sondern als ein Fenster zu sich selbst. Gerade die Allgegenwärtigkeit der Einkaufszentren-Schauplätze erleichtert und verstärkt diese Perspektive.“
Christoph Schröder bezeichnet auf SWR2 die Inklusion solcher Schauplätze als literarische Verbindung von Konsumgier und Tristesse, und schreibt später im Tagesspiegel, dass infolgedessen der Ich-Erzähler ein „trauriger Ritter des amerikanischen Alltags“ sei. Im Deutschlandfunk reflektiert Julia Schröder über McClanahans Orte der Handlung folgendes: „Sein West-Virginia besteht hauptsächlich aus Highways, Supermarktparkplätzen, ranzigen Partykellern und Hamburger-Läden, und hier leben Menschen im Windschatten der vom Tagebau ausgeplünderten Appalachen und der medialen Aufmerksamkeit.“
Der Lyriker und Schriftsteller Ocean Vuong zählt McClanahan zu seinen zeitgenössischen Lieblingsautoren. So führt Vuong Crapalachia unter den zehn wichtigsten literarischen Inspirationen für die Anfertigung seines Debütromans Auf Erden sind wir kurz grandios. McClanahan sei für Vuong „einer jener seltenen Schriftsteller, die Kafkas Credo verwirklichen, dass ein Buch die Axt sein sollte, die die eisige Seele unseres Inneren zertrümmert.“ Auf die Frage, welches literarische Werk er sich am ehesten als Netflix-Serie vorstellen könnte, antwortete Vuong gegenüber der Zeitschrift Elle mit McClanahans Sarah Book. Laut Vuong besitzt der Roman eine ähnlich neurotische Erzählstimme wie jene aus Chuck Palahniuks Fight Club, nur "gefühlvoller, verletzlicher und wahrhaftiger gegenüber der amerikanischen Unterschicht."
Paula Pfoser führt auf ORF.at McClanahans Sarah als „Krisenbuch“ zwischenmenschlicher Beziehungen in Zeiten des Coronavirus. In diesem Kontext empfiehlt sie dessen Lektüre für „literarisches Unterfutter, um Krisen oder Trennungen aufzuarbeiten.“
Die Kulturjournalistin Anne-Sophie Scholl bezeichnet in einem Interview mit dem SRF Sarah als ihr Lieblingsbuch des Frühjahrs 2020, nach eigener Aussage musste sie beim Lesen des Buches laut „lachen und weinen.“
Der Songwriter und Multi-Instrumentalist Christian Lee Hutson, vor allem bekannt für seine Kollaborationen mit Phoebe Bridgers und Conor Oberst, ist ein Fan von McClanahans Literatur. Hutsons zweites Album Quitters ist von dessen Sarah Book stark inspiriert und übernimmt in lyrischer Sicht einen ähnlichen semiautobiografischen Ansatz wie jener des Romans. Gegenüber dem Magazin FLOOD betont Hutson, er habe Sarah während der Entstehung des Albums "wahrscheinlich sieben Mal gelesen."

## Bibliographie

### Romane
- Crapalachia. Roman. Two Dollar Radio, Columbus (Ohio) 2013, ISBN 978-1937512033.
  - dt. Crap. Roman. ars vivendi, Cadolzburg 2021, ISBN 978-3-7472-0222-7.[60]
- Hill William. Roman. Tyrant Books, 2013, ISBN 978-0985023553.
- The Sarah Book Roman. Tyrant Books, New York 2015, ISBN 978-0988518353.
  - dt. Sarah. Roman. ars vivendi, Cadolzburg 2020, ISBN 978-3-7472-0107-7.

### Erzählungen
- Stories. Erzählungen. Six Gallery Press, 2008, ISBN 978-0981009124.
- Stories II. Erzählungen. Six Gallery Press, 2009, ISBN 978-1926616148.
- Stories V!. Erzählungen. Holler Presents, 2011, ISBN 978-0983258964.
- The Collected Works of Scott McClanahan Vol. 1. Erzählband. Lazy Fascist Press, 2012, ISBN 978-1621050339.

### Graphic Novels
- The Incantations of Daniel Johnston. Graphic Novel. Two Dollar Radio, Columbus (Ohio) 2016, ISBN 978-1937512453.